# Elecciones parlamentarias de Lituania de 2020
Los días 11 y 25 de octubre de 2020 se celebraron elecciones parlamentarias en Lituania para elegir a los 141 miembros del Seimas. 71 de ellos fueron elegidos en distritos electorales uninominales utilizando el sistema de balotaje, y los 70 restantes en un distrito electoral único a nivel nacional utilizando representación proporcional.  La primera ronda se celebró el 11 de octubre y la segunda el 25 de octubre.

## Sistema electoral
El Seimas tiene 141 miembros, elegidos para un mandato de cuatro años en votaciones paralelas, con 71 miembros elegidos en distritos electorales de un solo escaño y 70 miembros elegidos por representación proporcional. La votación en las elecciones está abierta a todos los ciudadanos de Lituania que tengan al menos 18 años.
Los miembros del parlamento de los 71 distritos electorales de un solo escaño se eligen por mayoría de votos, con una segunda vuelta que se lleva a cabo dentro de los 15 días, si es necesario. Los 70 escaños restantes se asignan a los partidos políticos participantes utilizando el método de resto más grande. Los partidos normalmente necesitan recibir al menos el 5% (7% para listas electorales multipartidistas) de los votos para poder optar a un escaño. Los candidatos toman los escaños asignados a sus partidos según las listas de preferencias presentadas antes de la elección y ajustadas por los votos de preferencia dados por los votantes.
Para ser elegible para las elecciones, los candidatos deben tener al menos 25 años el día de las elecciones, no estar bajo la lealtad de un estado extranjero y residir permanentemente en Lituania. Las personas que cumplen o deben cumplir una sentencia impuesta por el tribunal 65 días antes de las elecciones no son elegibles. Además, los jueces, los ciudadanos que realizan el servicio militar y los militares del servicio militar profesional y los funcionarios de instituciones y establecimientos estatutarios no pueden presentarse a las elecciones. Además, una persona que haya sido destituida de su cargo mediante un juicio político no puede ser elegida.

## Antecedentes
Las elecciones de 2016 fueron una sorprendente victoria aplastante para la Unión de los Campesinos y Verdes Lituanos (LVŽS), que obtuvo 54 escaños, incluida la mitad de los distritos electorales uninominales. El gabinete de Saulius Skvernelis asumió el cargo con el apoyo de la LVŽS y el Partido Socialdemócrata de Lituania (LSDP). Este último partido se dividió en 2017 debido al desacuerdo sobre la participación en el gobierno, y algunos de sus parlamentarios formaron el Partido Laborista Socialdemócrata de Lituania (LSDDP) con miembros del Partido del Trabajo. Al carecer de apoyo en el Parlamento, el gobierno aprobó un acuerdo de cooperación con Orden y Justicia (TT) en 2018.
Una propuesta para reducir el tamaño del Seimas de 141 a 121 escaños fracasó luego de un referéndum constitucional celebrado en mayo de 2019.

## Efectos del COVID-19
Debido a la pandemia de COVID-19, la Comisión Central Electoral propuso una extensión de la votación anticipada (cuatro días en lugar de dos días). En la segunda vuelta se establecieron lugares de votación especiales para votantes que se aislaran a sí mismos en los distritos de Vilna, Kaunas, Šiauliai y Raseiniai.

## Encuestas

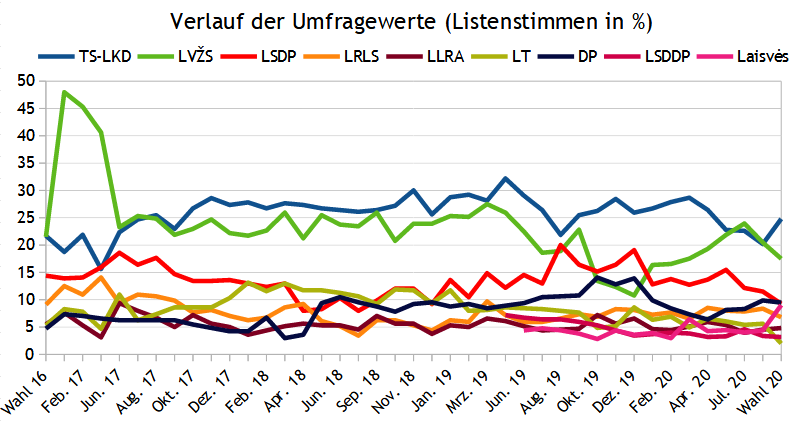
Evolución gráfica de las encuestas desde las elecciones de 2016.

### Período electoral
| Encuestadora     | Fecha                               | TS-LKD | LVŽS | LSDP | LSDDP | LT  | LRLS | LLRA | LCP | DP   | Laisves |
| ---------------- | ----------------------------------- | ------ | ---- | ---- | ----- | --- | ---- | ---- | --- | ---- | ------- |
| Encuestadora     | Fecha                               |        |      |      |       |     |      |      |     |      |         |
| Baltijos tyrimai | 17–27 de septiembre de 2020         | 16.3   | 21.2 | 12.8 | 2.9   | 7.6 | 8.3  | 5.3  | 2.8 | 8.1  | 3.1     |
| Spinter tyrimai  | 16–26 de septiembre de 2020         | 19.8   | 19.2 | 11.4 | 3     | 4.9 | 9.1  | 4.8  | 3   | 9.8  | 6.1     |
| Vilmorus         | 4–12 de septiembre de 2020          | 20.8   | 21   | 11.8 | 4.2   | 5.3 | 7.7  | 3.5  | 2.6 | 11.7 | 3.5     |
| Spinter tyrimai  | 26 August – 4 de septiembre de 2020 | 21.7   | 19.4 | 12.6 | 3.7   | 4.5 | 5.9  | 4.5  | 3.3 | 8.6  | 6.8     |
| Baltijos tyrimai | 22 August – 4 de septiembre de 2020 | 18.8   | 19.6 | 18.2 | 2.7   | 7.4 | 8.2  | 4    | 4   | 11.4 | 4       |
| Spinter tyrimai  | 16–26 de julio de 2020              | 22.8   | 22.1 | 13.9 |       | 5.4 | 8.8  | 4.7  | 3.4 | 7.5  | 5.7     |
| Vilmorus         | 10–18 de julio de 2020              | 25.3   | 25.8 | 10.4 | 4.6   | 5.4 | 6.9  | 3.2  | 2.3 | 9.1  | 2.3     |
| Spinter tyrimai  | 18–26 de junio de 2020              | 25.2   | 19.8 | 13.5 |       | 4.9 | 7.7  | 5.7  |     | 8    | 6.1     |
| Baltijos tyrimai | 15–25 de junio de 2020              | 18.2   | 22.5 | 17   | 2.9   | 7.8 | 8.8  | 6.6  | 1.9 | 8.4  | 3.7     |

### Período preelectoral
| Encuestadora       | Fecha                                   | TS-LKD | LVŽS  | LSDP  | LSDDP | TT   | LRLS | LLRA | LCP  | DP   | Laisves |
| ------------------ | --------------------------------------- | ------ | ----- | ----- | ----- | ---- | ---- | ---- | ---- | ---- | ------- |
| Encuestadora       | Fecha                                   |        |       |       |       |      |      |      |      |      |         |
| Vilmorus           | 5–13 de junio de 2020                   | 24.9   | 23.3  | 15.9  | 3.7   | 5.4  | 7.5  | 3.8  | 3.0  | 8.0  | 3.5     |
| Spinter tyrimai    | 20–30 de abril de 2020                  | 26.4   | 19.3  | 13.7  | 3.2   |      | 8.5  | 5.9  |      | 6.4  | 4.3     |
| Spinter tyrimai    | 17–30 de marzo de 2020                  | 30.1   | 15.1  | 12.2  | 3.6   | 3.6  | 7.3  | 5.1  |      | 6.5  | 6.5     |
| Vilmorus           | 5–13 de marzo de 2020                   | 17     | 12.4  | 8.3   | 2.5   | 3.8  | 3.5  |      |      | 5.1  |         |
| Spinter tyrimai    | 18–25 de febrero de 2020                | 18.6   | 9.9   | 8.3   | 2.9   | 3.3  | 6.8  | 4.2  | 2    | 5.1  | 2.7     |
| Vilmorus           | 7–13 de febrero de 2020                 | 17.7   | 11.6  | 9.7   | 2.3   | 5.7  | 3.1  | 1.6  | 1.1  | 5.9  | 1.2     |
| Spinter tyrimai    | 20-28 de enero de 2020                  | 18.1   | 9.8   | 7.7   | 2     | 3.8  | 6.2  | 4.2  | 2.5  | 6.7  | 3.9     |
| Vilmorus           | 10-18 de enero de 2020                  | 16.5   | 11.3  | 8.9   | 2.4   | 4.3  | 3.2  | 1.7  | 2.8  | 6    | 1.3     |
| Baltijos tyrimai   | 10–21 de diciembre de 2019              | 16.6   | 6.9   | 12.2  | 2.2   | 5.5  | 5.2  | 4.2  | 3.1  | 8.9  | 2.3     |
| Baltijos tyrimai   | 14–27 de noviembre de 2019              | 17.3   | 8.3   | 13    | 2.4   | 3.4  | 3.9  | 3.9  | 2.1  | 9.1  | 2.2     |
| Spinter tyrimai    | 19–29 de noviembre de 2019              | 19.1   | 7.5   | 8     | 1.5   | 3.1  | 6.6  | 3.3  | 2.7  | 7.2  | 3.4     |
| Baltijos tyrimai   | October 2019                            | 15.6   | 7     | 12.5  | 1.6   | 3.1  | 4.4  | 4.6  | 2.6  | 9    | 1.8     |
| Spinter tyrimai    | October 2019                            | 18     | 10.2  | 6.9   |       |      |      |      |      |      |         |
| Spinter tyrimai    | 18–27 de septiembre de 2019             | 19.2   | 14.6  | 9     | 2     | 3.9  | 5.2  | 3    | 2.3  | 5    | 3       |
| Vilmorus           | 6–14 de septiembre de 2019              | 14.4   | 14.6  | 8.4   | 3.2   | 4.4  | 3.2  | 2.1  | 2.4  | 7.3  | 1.8     |
| Baltijos tyrimai   | 26 de agosto – 3 de septiembre de 2019  | 15.2   | 14.6  | 14.1  | 1.4   | 6.4  | 5.8  | 4    | 3.5  | 8.3  | 2.7     |
| Baltijos tyrimai   | August 2019                             | 14     | 12.1  | 12.8  |       |      |      |      |      |      |         |
| Spinter tyrimai    | 17–26 de julio de 2019                  | 18.2   | 11.5  | 9.5   | 2     | 4.9  | 5    | 3.2  | 2.1  | 5.3  | 3.3     |
| Vilmorus           | 5–13 de julio de 2019                   | 15.5   | 12.2  | 7.1   | 2.6   | 5.7  | 2.6  | 2.4  | 1.2  | 8.1  | 2.8     |
| Vilmorus           | 7–15 de junio de 2019                   | 17     | 15    | 8.1   | 2.2   | 5.9  | 2.9  | 3.1  | 1.4  | 6.8  | 2.2     |
| Spinter tyrimai    | June 2019                               | 20.2   | 13.7  | 10.5  | 2.2   | 4.9  | 4.6  | 3.5  | 2.2  | 5.2  | 3.5     |
| Spinter tyrimai    | 20–29 de abril de 2019                  | 20.4   | 17.3  | 8.3   |       | 5    | 6.4  | 4.6  | 2    | 5.6  |         |
| Vilmorus           | 4–13 de abril de 2019                   | 20.8   | 15.8  | 7.3   | 2.8   | 6    | 2.8  | 3.1  | 2.6  | 5.8  |         |
| Vilmorus           | March 2019                              | 16.3   | 18.6  | 8.5   |       | 4.8  |      |      |      | 5.3  |         |
| Spinter tyrimai    | 18–28 de marzo de 2019                  | 19.6   | 16.5  | 10.5  |       | 5.5  | 6.2  | 4.2  | 3.1  | 5.4  |         |
| Vilmorus           | 23 de febrero de 2019                   | 18.9   | 16.6  | 4.9   | 2.2   | 4.3  | 3.5  | 2.1  | 2.4  | 4.8  |         |
| Spinter tyrimai    | 18–28 de febrero de 2019                | 21.1   | 17.1  | 7.4   |       | 4.4  | 4    | 4.5  | 2    | 5.6  |         |
| Baltijos tyrimai   | 15–26 de febrero de 2019                | 16.2   | 14.6  | 7.8   | 2.5   | 6.7  | 3.9  | 2.9  | 3.8  | 7.2  |         |
| Baltijos tyrimai   | January 2019                            | 18.5   | 16.8  | 9.8   | 2.8   | 9.2  | 4.8  | 2.3  | 3.7  | 6.3  |         |
| Spinter tyrimai    | 15–26 de enero de 2019                  | 18.3   | 15.5  | 7.6   | 2.2   | 5.7  | 3.1  | 4.5  | 2.2  | 4.8  |         |
| Vilmorus           | 11–20 de diciembre de 2018              | 14.6   | 15.7  | 6     | 2.6   | 5.3  | 2.8  | 2.2  | 2.8  | 5.2  |         |
| Vilmorus           | December 2018                           | 18.2   | 14.8  | 5.7   | 2.4   | 6.6  | 2.8  | 2.5  | 2.8  | 6.9  |         |
| Spinter tyrimai    | 19–30 de noviembre de 2018              | 19.9   | 16.2  | 8.4   | 2.7   | 8.1  | 3.2  | 5    | 3.6  | 4.5  |         |
| Baltijos tyrimai   | 9–26 de noviembre de 2018               | 20.2   | 15.2  | 9.2   | 4.1   | 7.3  | 2.9  | 3    | 4.1  | 6.1  |         |
| Vilmorus           | 9–18 de noviembre de 2019               | 17.6   | 14.5  | 5.6   | 2.8   | 7    | 4    | 2.7  | 3.9  | 7    |         |
| Baltijos tyrimai   | October 2018                            | 16     | 12.3  | 8.7   | 4.6   | 7.5  | 5    | 3.7  | 3.8  | 5.1  |         |
| Spinter tyrimai    | 16–30 de octubre de 2019                | 19     | 15.2  | 6.2   | 3.5   | 6.2  | 3.4  | 4.3  | 3.3  | 4.6  |         |
| Vilmorus           | 5–14 de octubre de 2018                 | 16.9   | 13.1  | 7.2   | 3.1   | 8.3  | 2.5  | 3.1  | 2.5  | 4.8  |         |
| Baltijos tyrimai   | 24 de septiembre – 7 de octubre de 2018 | 17.7   | 12.4  | 8.6   | 3.9   | 8.3  | 5.2  | 3.1  | 3.2  | 5.3  |         |
| Spinter tyrimai    | September 2018                          | 19.3   | 18.2  | 5.4   | 4.4   | 5.4  | 4.5  | 4.5  | 3    | 4.7  |         |
| Vilmorus           | 7–16 de septiembre de 2018              | 14.5   | 14.9  | 7.2   | 4.5   | 6.3  | 3.4  |      |      | 6.4  |         |
| Vilmorus           | 5–17 de julio de 2018                   | 16.7   | 15    | 5.1   | 3.5   | 6.8  | 2.2  | 2.9  | 4    | 6.1  |         |
| Spinter tyrimai    | 19–27 de junio de 2018                  | 17.1   | 15.4  | 7.8   | 4.5   | 8.2  | 4.6  | 4    | 2.9  | 6.7  |         |
| Vilmorus           | 8–17 de junio de 2018                   | 16.6   | 14.9  | 5.3   | 4.8   | 6.2  | 2    | 2.7  | 3.1  | 6.7  |         |
| Spinter tyrimai    | 22–29 de mayo de 2018                   | 17.8   | 16.2  | 5.4   | 4.9   | 7.4  | 3.9  | 3.9  | 3.1  | 4.9  |         |
| Vilmorus           | 4–12 de mayo de 2018                    | 16.3   | 16.3  | 5.1   | 6.4   | 7.6  | 3.8  | 2.8  | 4.4  | 7.1  |         |
| Spinter tyrimai    | 17–26 de abril de 2018                  | 17.3   | 15.2  | 5.2   | 4.6   | 7.7  | 7    | 4.5  | 3.1  | 1.7  |         |
| Vilmorus           | 6–15 de abril de 2018                   | 17.6   | 11.9  | 4.9   | 5     | 7.2  | 4.7  | 2.7  | 4    | 2.9  |         |
| Spinter tyrimai    | March 2018                              | 18.6   | 16.9  | 6.5   | 3.7   | 7.5  | 5.8  | 4    | 3.3  |      |         |
| Vilmorus           | March 2018                              | 16.8   | 16.2  | 10.1  | 10.1  | 9    | 5.1  | 2.5  | 3.7  | 1.9  |         |
| Spinter tyrimai    | 19–27 de febrero de 2018                | 17.3   | 15.4  | 8.2   | 8.2   | 7.7  | 5.1  | 3    | 4.7  |      |         |
| Vilmorus           | 9–18 de febrero de 2018                 | 16.8   | 13.5  | 7.6   | 7.6   | 7    | 3.4  | 2.5  | 2.6  | 4.3  |         |
| Vilmorus           | 12–21 de enero de 2018                  | 17.8   | 13.9  | 8.3   | 8.3   | 8.4  | 4    | 2.3  | 1.9  | 2.7  |         |
| Vilmorus           | December 2017                           | 16.3   | 13.4  | 8.1   | 8.1   | 5.6  | 4    | 2.3  | 1.9  | 2.7  |         |
| Spinter tyrimai    | 11–19 de diciembre de 2017              | 18.7   | 14.9  | 9.3   | 9.3   | 7.5  | 4.9  | 4    | 5.2  |      |         |
| Spinter tyrimai    | November 2017                           | 20.4   | 19.4  | 8     | 8     | 6.2  | 5.3  | 4    | 3.3  |      |         |
| Vilmorus           | November 2017                           | 15.4   | 12.1  | 7.9   | 7.9   | 6.4  |      | 3.1  | 4.1  |      |         |
| RAIT               | 10–27 de noviembre de 2017              | 19     | 16    | 10    | 10    | 4    | 5    |      | 6    |      |         |
| Spinter tyrimai    | 16–28 de octubre de 2017                | 19.1   | 17    | 7.2   | 7.2   | 4.8  | 5.6  | 5    | 5.4  |      |         |
| Vilmorus           | 5–16 de octubre de 2017                 | 15     | 12.4  | 10    | 10    | 6.2  | 4.1  | 4.2  |      |      |         |
| Spinter tyrimai    | 19–28 de septiembre de 2017             | 17     | 16.6  | 9.1   | 9.1   | 4.9  | 5.7  |      | 3.9  |      |         |
| Vilmorus           | September 2017                          | 14.1   | 13.5  | 9     | 9     | 4.5  | 4.1  | 2.4  |      |      |         |
| Baltijos tyrimai   | 29 de agosto – 9 de septiembre de 2017  | 13     | 12    | 10    | 10    | 7    | 9    | 4    | 3    | 4    |         |
| Spinter tyrimai    | August 2017                             | 16.3   | 15.9  | 11.3  | 11.3  |      | 6.8  |      |      |      |         |
| RAIT               | 15–27 de julio de 2017                  | 17     | 16    | 12    | 12    | 4    | 7    |      | 4    | 4    |         |
| Spinter tyrimai    | 17–23 de julio de 2017                  | 16.6   | 17    | 11.3  | 11.3  |      |      |      |      |      |         |
| Vilmorus           | 30 de junio – 9 de julio de 2017        | 13.5   | 12.9  | 9.7   | 9.7   |      | 4.9  |      |      |      |         |
| RAIT               | 9 6-2 7/2017                            | 16     | 19    | 9     | 9     |      | 9    |      |      |      |         |
| Vilmorus           | 6/2017                                  | 15.5   | 15.7  | 10.7  | 10.7  |      | 5    |      |      |      |         |
| Baltijos tyrimai   | 13-26 6/2017                            | 13     | 14    | 13    | 13    | 7    | 7    | 6    | 3    | 4    |         |
| RAIT               | 10-26 3/2017                            | 10     | 26    |       |       | 3    | 9    | 2    |      |      |         |
| RAIT               | 9-26 10/2016                            | 14     | 29    | 9     | 9     | 5    | 7    |      |      |      |         |
| Spinter tyrimai    | 10/2016                                 | 12     | 30.7  | 8.9   | 8.9   |      |      |      |      |      |         |
| Elecciones de 2016 | Elecciones de 2016                      | 22.63  | 22.45 | 15.04 | 15.04 | 5.55 | 9.45 | 5.72 | 6.32 | 4.88 |         |

## Resultados
| Partido                            | Partido                                                                      | Distrito nacional | Distrito nacional | Distrito nacional | Distritos uninominales | Distritos uninominales | Distritos uninominales | Distritos uninominales | Distritos uninominales | Distritos uninominales | Total | +/–   |
| Partido                            | Partido                                                                      | Distrito nacional | Distrito nacional | Distrito nacional | Primera vuelta         | Primera vuelta         | Primera vuelta         | Segunda vuelta         | Segunda vuelta         | Segunda vuelta         | Total | +/–   |
| Partido                            | Partido                                                                      | Votos             | %                 | Escaños           | Votos                  | %                      | Escaños                | Votos                  | %                      | Escaños                | Total | +/–   |
| ---------------------------------- | ---------------------------------------------------------------------------- | ----------------- | ----------------- | ----------------- | ---------------------- | ---------------------- | ---------------------- | ---------------------- | ---------------------- | ---------------------- | ----- | ----- |
|                                    | Unión de la Patria - Demócrata-Cristianos Lituanos                           | 292,068           | 25.77             | 23                | 267,976                | 24.21                  | 1                      | 352,566                | 40.21                  | 26                     | 50    | +19   |
|                                    | Unión de los Campesinos y Verdes Lituanos                                    | 204,780           | 18.07             | 16                | 169,551                | 15.32                  | 0                      | 209,714                | 23.92                  | 16                     | 32    | -22   |
|                                    | Partido del Trabajo                                                          | 110,780           | 9.77              | 9                 | 88,083                 | 7.96                   | 0                      | 8,077                  | 0.92                   | 1                      | 10    | +8    |
|                                    | Partido Socialdemócrata Lituano                                              | 108,641           | 9.59              | 8                 | 130,559                | 11.79                  | 0                      | 75,560                 | 8.62                   | 5                      | 13    | -4    |
|                                    | Partido de la Libertad                                                       | 107,057           | 9.45              | 8                 | 69,740                 | 6.30                   | 0                      | 68,630                 | 7.83                   | 3                      | 11    | Nuevo |
|                                    | Movimiento Liberal                                                           | 79,742            | 7.04              | 6                 | 102,586                | 9.27                   | 0                      | 57,671                 | 6.58                   | 7                      | 13    | -1    |
|                                    | Acción Electoral de Polacos en Lituania – Alianza de las Familias Cristianas | 56,382            | 4.97              | 0                 | 52,905                 | 4.78                   | 2                      | 14,835                 | 1.69                   | 1                      | 3     | -5    |
|                                    | Partido Socialdemócrata Laborista de Lituania                                | 37,198            | 3.28              | 0                 | 51,229                 | 4.63                   | 0                      | 26,198                 | 2.99                   | 3                      | 3     | Nuevo |
|                                    | Partido del Centro – Nacionalistas                                           | 26,767            | 2.36              | 0                 | 20,474                 | 1.85                   | 0                      | 5,405                  | 0.62                   | –                      | –     | -1    |
|                                    | Alianza Nacional                                                             | 25,092            | 2.21              | 0                 | 14,938                 | 1.35                   | 0                      | –                      | –                      | –                      | –     | Nuevo |
|                                    | Libertad y Justicia                                                          | 23,350            | 2.06              | 0                 | 28,568                 | 2.58                   | 0                      | 9,631                  | 1.10                   | 1                      | 1     | Nuevo |
|                                    | Partido Verde Lituano                                                        | 19,307            | 1.70              | 0                 | 35,174                 | 3.18                   | 0                      | 6,648                  | 0.76                   | 1                      | 1     | ±0    |
|                                    | El Camino del Coraje                                                         | 13,337            | 1.18              | 0                 | 2,573                  | 0.23                   | 0                      | –                      | –                      | –                      | –     | ±0    |
|                                    | Lituania - Para Todos                                                        | 11,351            | 1.00              | 0                 | 7,692                  | 0.69                   | 0                      | –                      | –                      | –                      | –     | Nuevo |
|                                    | Unión Cristiana                                                              | 8,833             | 0.78              | 0                 | 17,360                 | 1.57                   | 0                      | –                      | –                      | –                      | –     | Nuevo |
|                                    | Unión de la Solidaridad Intergerenacional - Cohesión para Lituania           | 5,807             | 0.51              | 0                 | 2,753                  | 0.23                   | 0                      | –                      | –                      | –                      | –     | Nuevo |
|                                    | Partido Popular Lituano                                                      | 2,950             | 0.26              | 0                 | 1,087                  | 0.10                   | 0                      | –                      | –                      | –                      | –     | ±0    |
| Independientes                     | Independientes                                                               | –                 | –                 | –                 | 43,756                 | 3.95                   | 0                      | 41,936                 | 4.78                   | 4                      | 4     | ±0    |
| Votos nulos/en blanco              | Votos nulos/en blanco                                                        | 41,401            | –                 | –                 | 61,585                 | –                      | –                      | 36,526                 |                        |                        |       |       |
| Total                              | Total                                                                        | 1,174,843         | 100               | 70                | 1,168,350              | 100                    | 3                      | 917,674                | 100                    | 68                     | 141   | ±0    |
| Votantes registrados/participación | Votantes registrados/participación                                           | 2,457,722         | 47.80             | –                 | 2,457,722              | 47.54                  | –                      | 2,355,726              | 38.96                  |                        |       |       |
| Fuente: Comisión Electoral Central |                                                                              |                   |                   |                   |                        |                        |                        |                        |                        |                        |       |       |

## Formación de gobierno
Como ningún partido o coalición electoral obtuvo la mayoría absoluta de escaños (71), hubo que formar una coalición.  El 15 de octubre de 2020, los líderes de la Unión de la Patria - Demócrata-Cristianos Lituanos, el Movimiento Liberal y el  Partido de la Libertad publicaron una declaración conjunta en la que se afirmaba que los tres partidos nominaban a Ingrida Šimonytė como su candidata conjunta a primer ministro del país. El 9 de noviembre de 2020 se anunció un acuerdo formal de coalición entre los tres partidos antes mencionados. El 13 de noviembre de 2020, Viktorija Čmilytė-Nielsen, del Movimiento Liberal, fue elegida presidente del Seimas.  El 24 de noviembre.de 2020, Ingrida Šimonytė fue nombrada primera ministra de Lituania.